# Gianni Petrucci
Giovanni Petrucci, detto Gianni (Roma, 19 luglio 1945), è un dirigente sportivo italiano.
È stato presidente del CONI per quattro mandati consecutivi, dal 28 gennaio 1999 al 14 gennaio 2013. Dal 12 gennaio 2013 è Presidente della Federazione Italiana Pallacanestro, incarico già ricoperto dal 14 marzo 1992 al 27 gennaio 1999.
Il 29 giugno 2023 è stato ufficializzato il suo ingresso nel C.d.A. della Salernitana.
È stato inoltre sindaco del comune di San Felice Circeo dal 6 maggio 2012 al 12 giugno 2017. Ha conseguito la laurea in Scienze Politiche.

## Carriera
La sua carriera si è svolta principalmente tra la Federazione Italiana Giuoco Calcio  e la Federazione Italiana Pallacanestro (FIP). Infatti dal 1977 al 1985 ha ricoperto l'incarico di segretario generale della FIP e successivamente è stato Segretario Generale anche della FIGC. All'interno della Federcalcio ha avuto anche l'incarico di commissario straordinario dell'Associazione Italiana Arbitri.
Nel 1991 ha lasciato la Federcalcio per rivestire per sei mesi la carica di vicepresidente esecutivo dell'AS Roma.
Il 21 novembre 1992 venne eletto presidente della Federazione italiana Pallacanestro e successivamente rieletto il 29 giugno 1996.
Il 29 gennaio 1999 è stato eletto per la prima volta presidente del CONI.
Nel periodo 2000-2001 è stato commissario straordinario della FIGC.
Il 6 maggio 2009 è stato rieletto per il suo quarto mandato consecutivo: ha ricevuto 55 voti contro i 24 dello sfidante, Franco Chimenti, presidente della Federgolf. Si è dimesso nel gennaio 2013, subito dopo l'elezione a presidente della Federazione Italiana Pallacanestro.
Alle elezioni amministrative del 6 e 7 maggio 2012 è stato eletto sindaco di San Felice Circeo, alla guida di una lista civica di centrosinistra.
Il 17 dicembre 2016 viene confermato presidente della FIP con il 92,05% dei voti.
Il 29 giugno 2023 diventa consigliere di amministrazione e da gennaio 2024 vice presidente della Salernitana, club di Serie A.
Il 6 aprile 2024 è vittima a Roma di un grave incidente stradale che lo lascia in condizioni di salute gravi.
il 20 dicembre 2024 è confermato per la sesta volta presidente della FIP con il 70% dei voti.

### Controversie
Il 19 maggio 2010 è stato duramente criticato dal presidente della regione Veneto Luca Zaia, dall'allora sindaco di Venezia Giorgio Orsoni e da altri politici veneti, in seguito alla decisione di candidare Roma ad ospitare i giochi olimpici del 2020.

## Onorificenze
Stella d'oro al Merito Sportivo 1993;